# Vriesea costae
Vriesea costae är en gräsväxtart som beskrevs av Bruno Rezende Silva och Elton Martinez Carvalho Leme. Vriesea costae ingår i släktet Vriesea och familjen Bromeliaceae. Inga underarter finns listade i Catalogue of Life.